# (37805) 1997 YM10
1997 YM10 (asteroide 37805) é um asteroide da cintura principal. Possui uma excentricidade de 0.11316440 e uma inclinação de 8.79493º.
Este asteroide foi descoberto no dia 28 de dezembro de 1997 por Takao Kobayashi em Oizumi.